# Augustin-Daniel Belliard

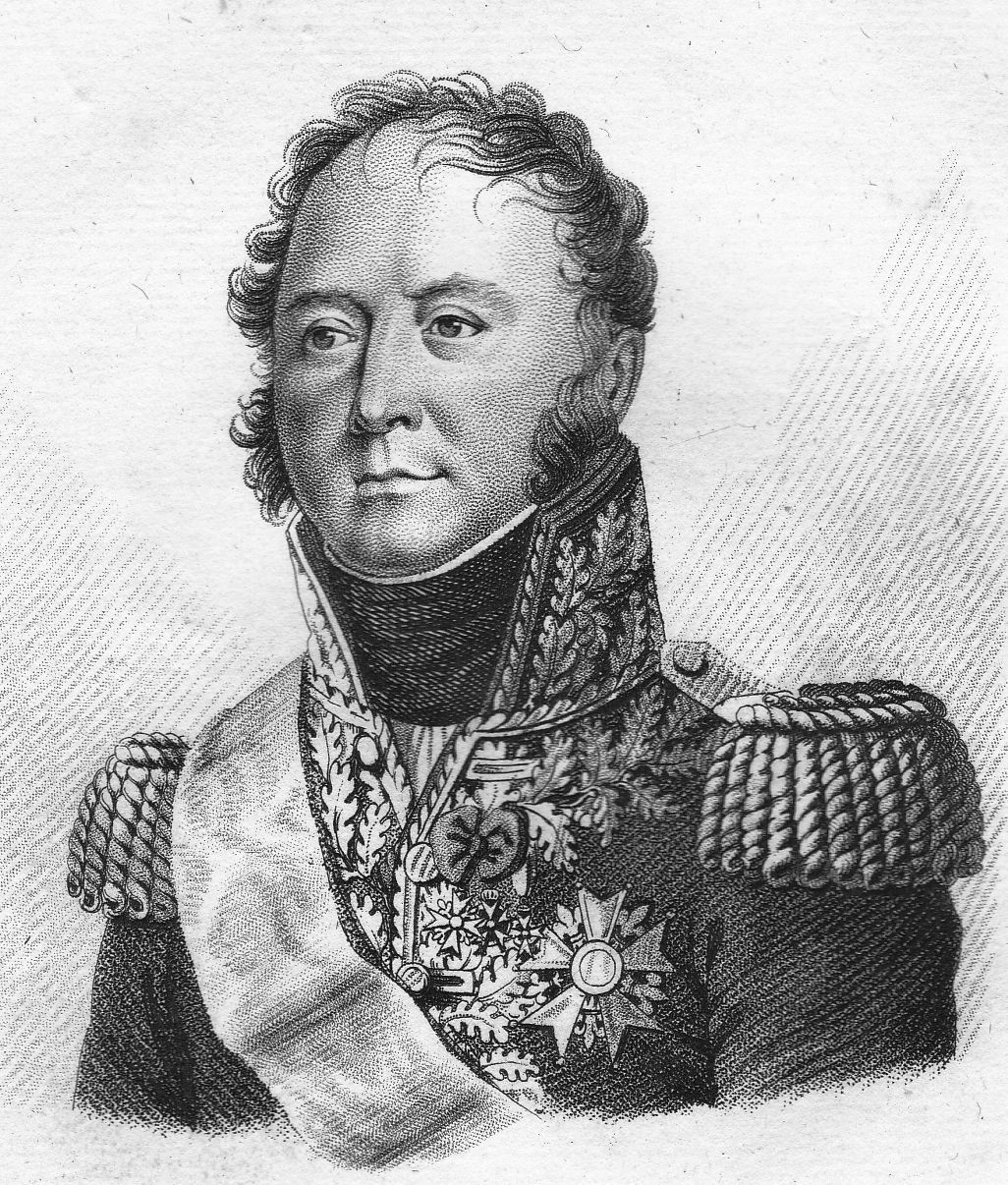
Augustin-Daniel Belliard

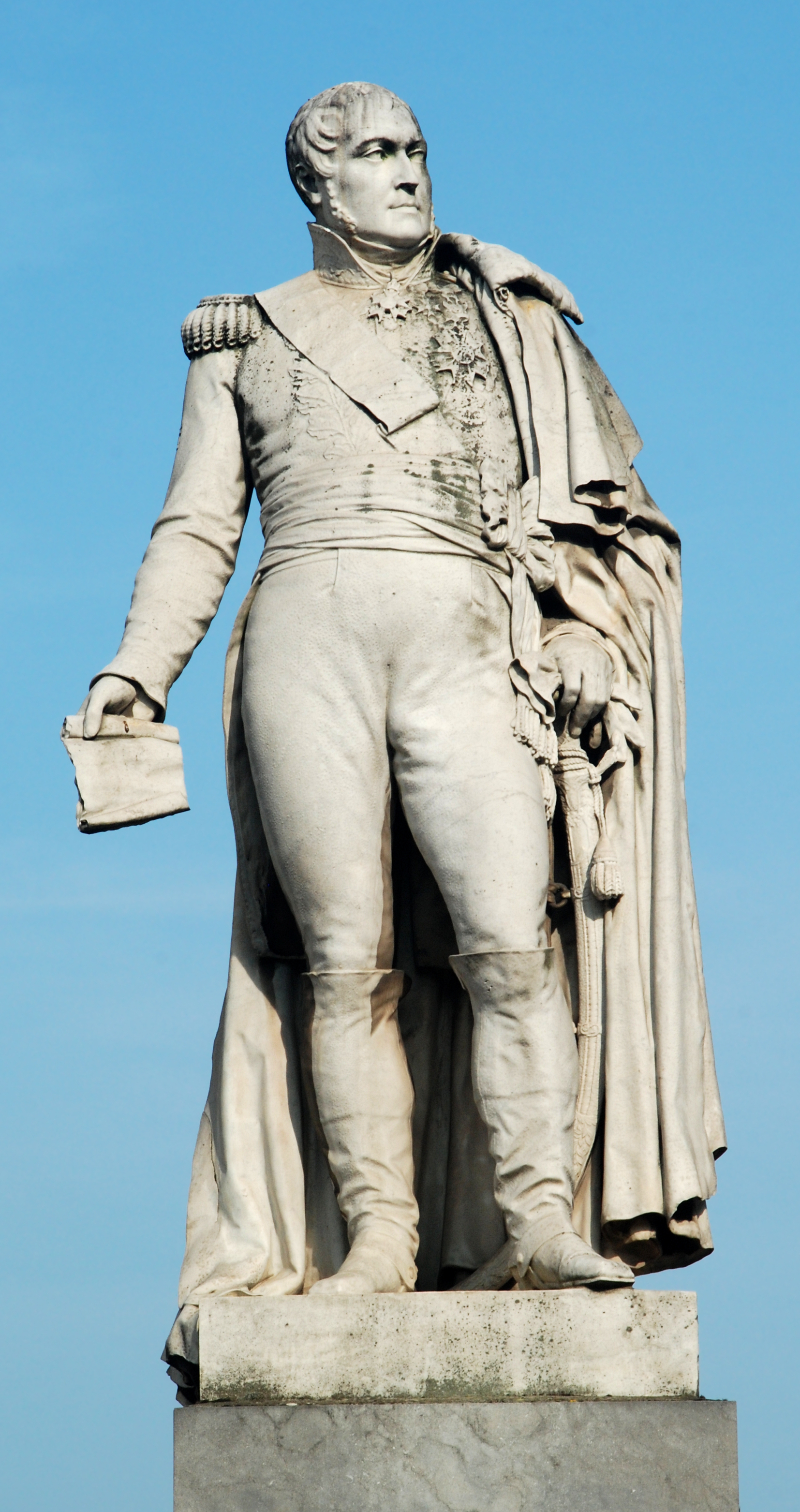
Estatua del General Belliard en Bruselas (Guillaume Geefs, 1838).

Augustin-Daniel Belliard (Fontenay-le-Comte, 25 de mayo de 1769-Bruselas, 28 de enero de 1832) fue un general francés de la Revolución y el Imperio. 

## Biografía
Tras el estallido de la Revolución Francesa se alistó como voluntario en 1791 y se incorporó al Ejército del Norte, donde permaneció algún tiempo a las órdenes del general Dumouriez. En la batalla de Jemappes, obtuvo el rango de ayudante general. Comprometido por la deserción de Dumouriez en abril de 1793, Belliard fue arrestado, trasladado a París y degradado. Inmediatamente, se alistó como voluntario en el 3er Regimiento de Cazadores, y terminó la campaña como soldado raso. 
Reintegrado en su rango fue puesto a las órdenes del general Hoche. En 1796 se unió al ejército de Italia comandado por Napoleón Bonaparte y fue nombrado general de brigada el 18 de noviembre de ese año. Participó en la Campaña de Egipto, capitulando en El Cairo en junio de 1801. A su regreso, Belliard, previamente nombrado general de división el 6 de septiembre, tomó el mando de la 24ª división militar en Bruselas; permaneció allí hasta 1804. En 1805 y 1806 participó en las campañas de Austria y Prusia, a las órdenes del mariscal Joachim Murat. 
En 1808 fue destinado al ejército de España. Nombrado gobernador de Madrid, mantuvo malas relaciones con el rey José I Bonaparte, ya que aprovechando la ausencia de éste durante la campaña de Andalucía de 1810 «había usurpado unas funciones más propias del soberano… alardeando de disfrutar de mayor popularidad entre el pueblo de Madrid que el propio monarca».
En 1810 fue nombrado conde del Imperio y en 1811 jefe del Estado Mayor de Murat en la Grande Armée, con quien entró en Vilna. Tras la retirada de Rusia, Napoleón lo nombró ayudante mayor del ejército. Belliard fue gravemente herido en la batalla de Leipzig el 14 de octubre de 1813. 
Tras la caída de Napoleón, Luis XVIII lo nombró par de Francia, pero durante los Cien Días vuelve a unirse a Napoleón. Tras la batalla de Waterloo fue arrestado, despojado de sus títulos y apartado de la lista de pares de Francia. Después de varios meses de cautiverio, fue puesto en libertad y se dedicó a la vida privada, de la que no salió hasta el 5 de marzo de 1819, cuando el gobierno lo llamó a la Cámara de los Pares. 
Antiguo compañero de armas de Louis-Philippe d'Orléans, junto a quien luchó en Valmy y Jemappes y con quien nunca dejó de mantener relaciones durante la Restauración, Belliard se adhiere sin vacilación a la Monarquía de Julio. Fue nombrado ministro plenipotenciario en Bruselas y más tarde designado para la embajada en Madrid, pero el 28 de enero de 1832, antes de poder llegar a España, muere de un ataque de apoplejía repentino en un parque de Bruselas cuando salía del palacio del rey Leopoldo I de Bélgica. Allí se erigirá una estatua en su honor.